# Chlorogomphus risi
Chlorogomphus risi is een echte libel (Anisoptera) uit de familie van de Chlorogomphidae.
De wetenschappelijke naam van de soort werd in 1950 gepubliceerd door Chen.